# Dirk Bouts de Jongere
Dirk Bouts de Jongere (ook: Dieric II of Thierry Bouts) (vermoedelijk Leuven, omstreeks 1448 - aldaar, 2 mei 1491) was een kunstschilder uit de Zuidelijke Nederlanden die religieuze motieven schilderde. Hij wordt gerekend tot de Vlaamse Primitieven.
Bouts was de oudste zoon van Dirk Bouts. Hij werd hoogstwaarschijnlijk enkel door zijn vader opgeleid. Na diens dood in 1475 maakte de jonge Bouts samen met zijn jongere broer Albert de nog onvoltooide schilderijen af. In 1486 kreeg hij de opdracht om samen met zijn broer de zijvleugels van de triptiek van het Heilige Sacrament in de Sint-Pieterskerk van Leuven verder te beschilderen.
Omdat zijn schilderstijl bijna niet te onderscheiden was van deze van zijn vader is het moeilijk om schilderijen volledig aan de jonge Bouts toe te schrijven. Zo zijn er kunsthistorici die het werk "De Parel van Brabant", een vleugelaltaar dat in de Alte Pinakothek te München te bezichtigen is, aan Dirk Bouts de Jongere toeschrijven. Andere kunsthistorici schrijven het evenwel aan zijn vader toe vanwege de hoge kwaliteit van het werk.
Bouts overleed op jonge leeftijd in 1491. Zijn broer Albert werd voogd van zijn minderjarige zoon Jan (1478-1531) die eveneens als kunstschilder actief was in Mechelen. Met hem stierf de schildersfamilie Bouts uit.
- Biografisch Portaal: 71254847
- Gemeinsame Normdatei: 1132519691
- RKD-Nederlands Instituut voor Kunstgeschiedenis: 230307
- Istituto Centrale per il Catalogo Unico: VEAV315048
- Union List of Artist Names: 500087784
- Virtual International Authority File: 96318026